# Tseng Labs
Tseng Labs – założona w 1983 przez Jacka Tsenga firma technologiczna zajmująca się produkcją układów i kart graficznych.

## Tseng ET1000, ET2000, ET3000

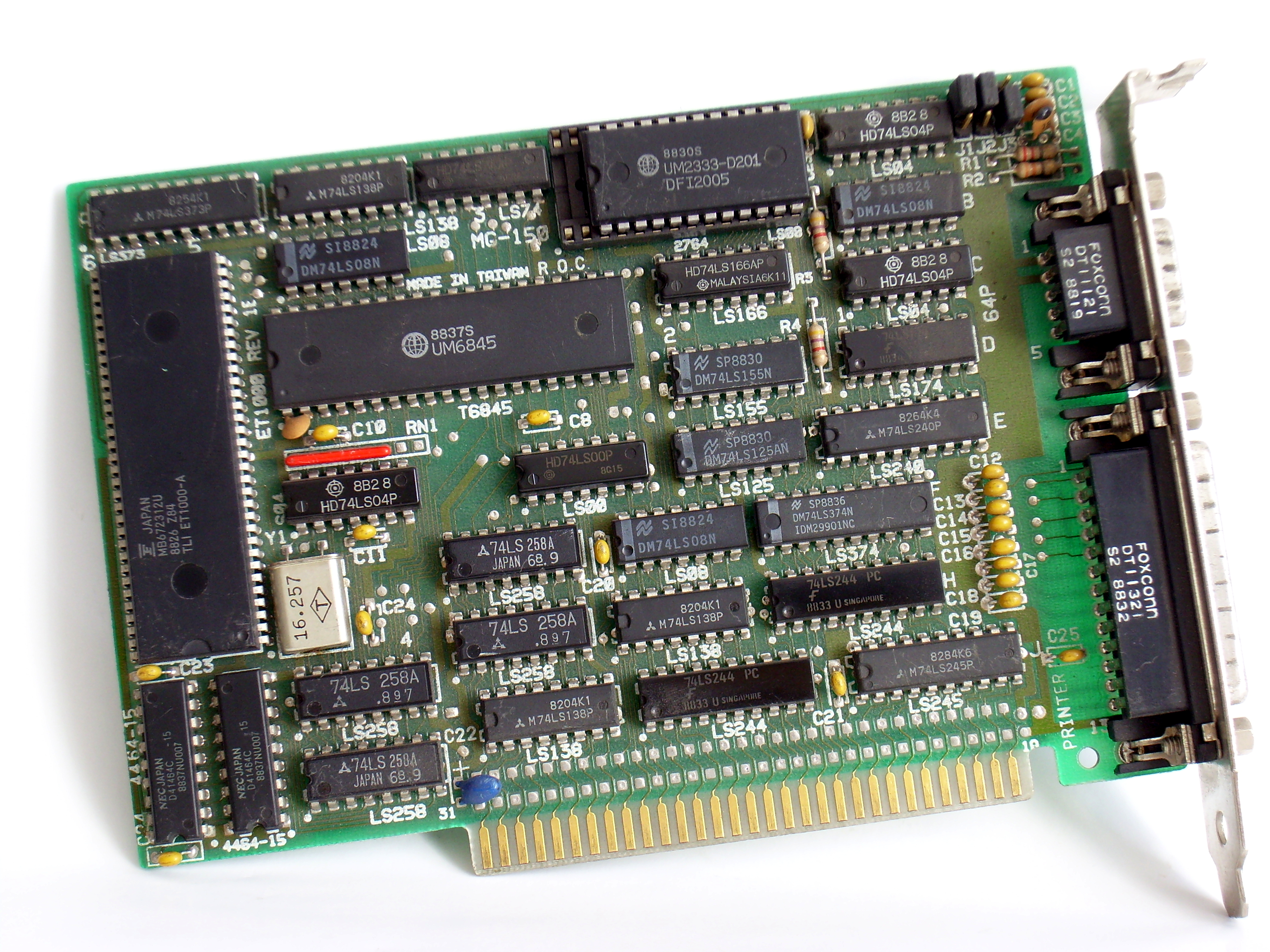
Tseng ET-1000

Pierwszym produktem firmy była karta UltraPAK oferująca: tryb tekstowy 132x44, tryby graficzne, I/O oraz rozszerzenie pamięci typu EMS. Karta była bardzo dobrze przyjęta i w wielu instalacjach terminalowych układy te pracują do dziś.
W 1984 roku powstał układ ET1000, będący scaloną wersją karty UltraPAK.
W 1985 roku firma wypuściła na rynek układ ET2000, który był ulepszoną wersją karty EGA oferując jeszcze przed pojawieniem się kart VGA tryby 640x480.
W 1987 roku pojawił się układ ET3000, który był wierną kopią karty VGA z IBM PS/2 przeznaczoną dla klonów PC. Układ zachowywał także pełną zgodność z poprzednimi produktami firmy. ET3000 oferował tryby SVGA jako jedna z pierwszych kart, aż do 1024×768×256 (w tym okresie standardem były zwykłe karty EGA i VGA (256 kB RAM), a w Polsce najczęściej Hercules).

## Tseng ET4000

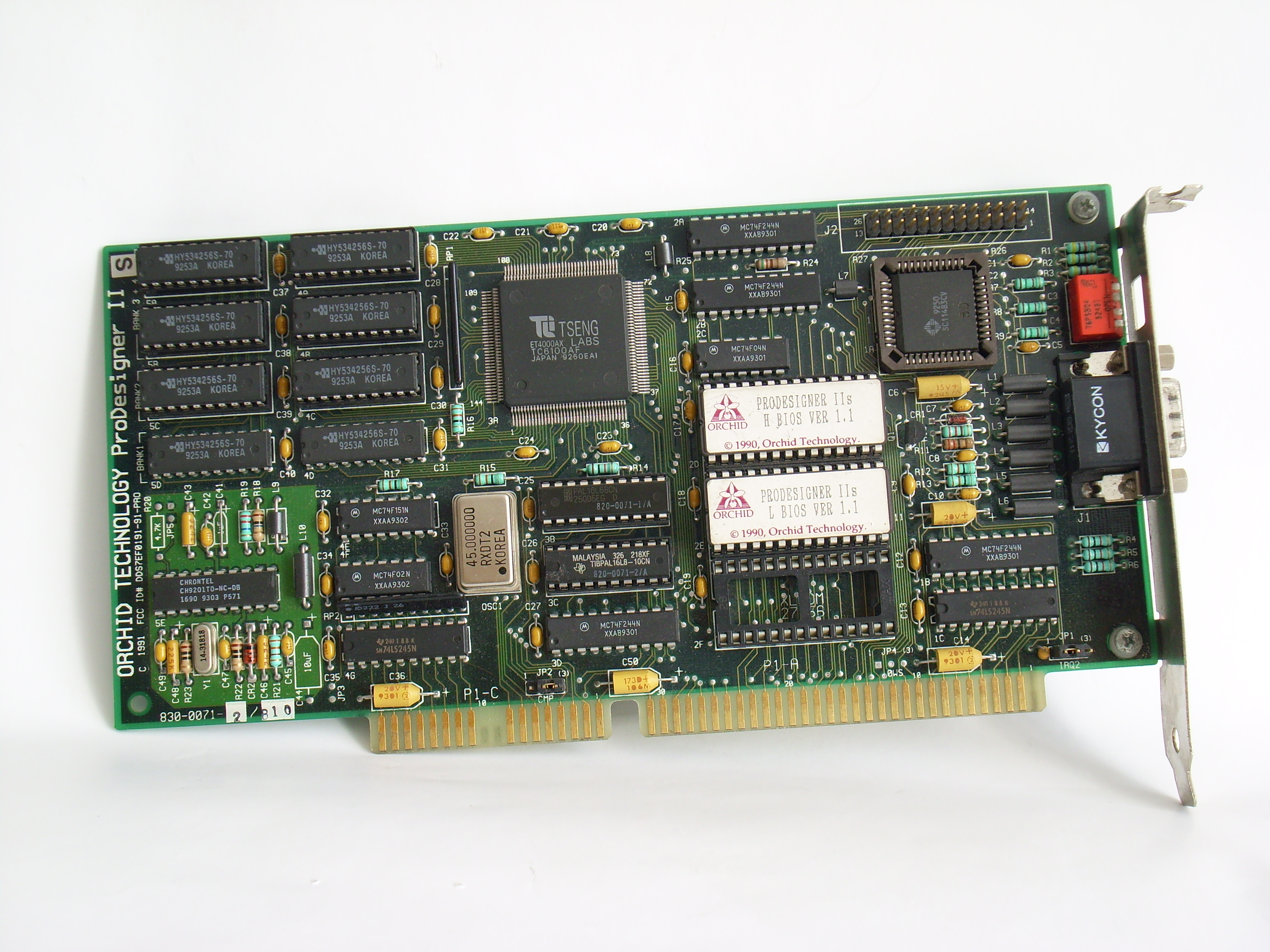
Tseng ET-4000AX

Pod koniec 1989 roku firma wypuściła układ ET4000, który do dziś uznawany jest za niedościgniony wzór i przykład perfekcyjnie zaprojektowanego elementu. Układ cechował się:
- całkowitą zgodnością z ET1000, ET2000 i ET3000
- całkowitą zgodnością z MDA, HGC, CGA, EGA, VGA, XGA, SVGA oraz układem 8514/A (IBM PS/2)
- zgodnością z VESA BIOS Extension
- dostępem do pamięci wyświetlania 20-30x szybszym niż w popularnych kartach VGA (np. Trident)
- rozdzielczościami do 1280x1024 z kolorem 8-bitowym (do 256 różnych kolorów wyświetlanych jednocześnie)
- odświeżaniem do 120 Hz w dowolnym trybie graficznym (można było wymusić wyższe odświeżanie np. w trybie EGA czy VGA)
- obsługa 2 MB pamięci RAM z przeplotem
- cache i bufory zapisu przy dostępie do pamięci ekranu (znacząco podnoszące wydajność)
- bezproblemowa współpraca z magistralami ISA, EISA, MCA, VESA Local Bus

Przez kolejne kilka lat karty oparte na ET4000 były uznawane za jedne z najszybszych i najbardziej kompatybilnych z różnymi układami spośród dostępnych na rynku. Tseng zdobył około 25% rynku kart graficznych w tym okresie tym układem. Karty nie były popularne w Polsce z uwagi na cenę, jednak były wysoko cenione przez specjalistów i bardzo poszukiwane przez pasjonatów i graczy.

## Tseng ET4000W32/i/p, VCR4000
Kolejny krok to układy W32 oraz nowsze wersje W32i i najmocniejsza W32p. Karty oparte na ET4000W32p były dostępne w wersjach ISA, EISA, MCA, VESA Local Bus oraz PCI. Był to układ ET4000 wyposażony w akcelerację sprzętową najczęściej stosowanych funkcji graficznych w środowisku Windows (rysowanie prostych, wypełnianie trójkątów, przesuwanie fragmentów ekranu itd). Przez kolejne 2 lata Tseng oferował najwydajniejszy układ na rynku rozwiązań popularnych (wydajniejsze były jedynie układy procesorowe profesjonalne, np. karty TARGA czy TIGA). Układ ET4000W32p był pierwszym układem graficznym na rynku korzystającym z 64-bitowej szyny dostępu do pamięci. Zapewniał także sprzętowo zgodność ze wszystkim na co pozwalała ET4000 oraz dodatkowo pełne wsparcie sprzętowo dla standardu VESA. Posiadał także ciekawe funkcje jak np. możliwość zmiany odświeżania typowych trybów graficznych – można było korzystać z aplikacji VGA przy odświeżaniu 120Hz, i aplikacja nie była tego świadoma.
W 1992 roku Tseng zaprezentował koprocesor VCR dla ET4000W32 obsługujący sprzętowo dekompresję MPEG w czasie rzeczywistym oraz funkcje takie jak przeskalowywanie dowolnego fragmentu obrazu w czasie rzeczywistym.

## Tseng ET6000, ET6100, VPR6000

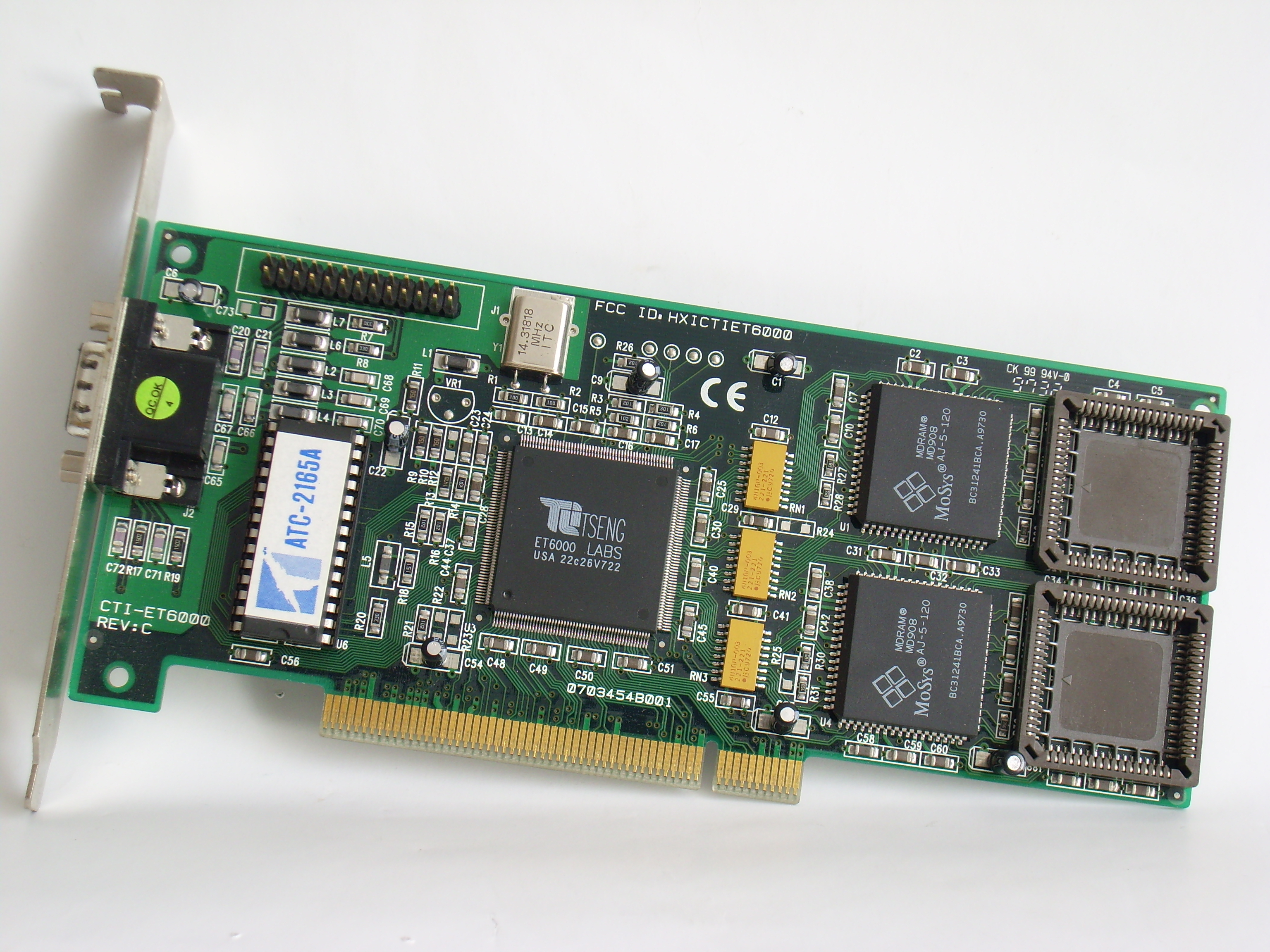
Tseng ET-6000

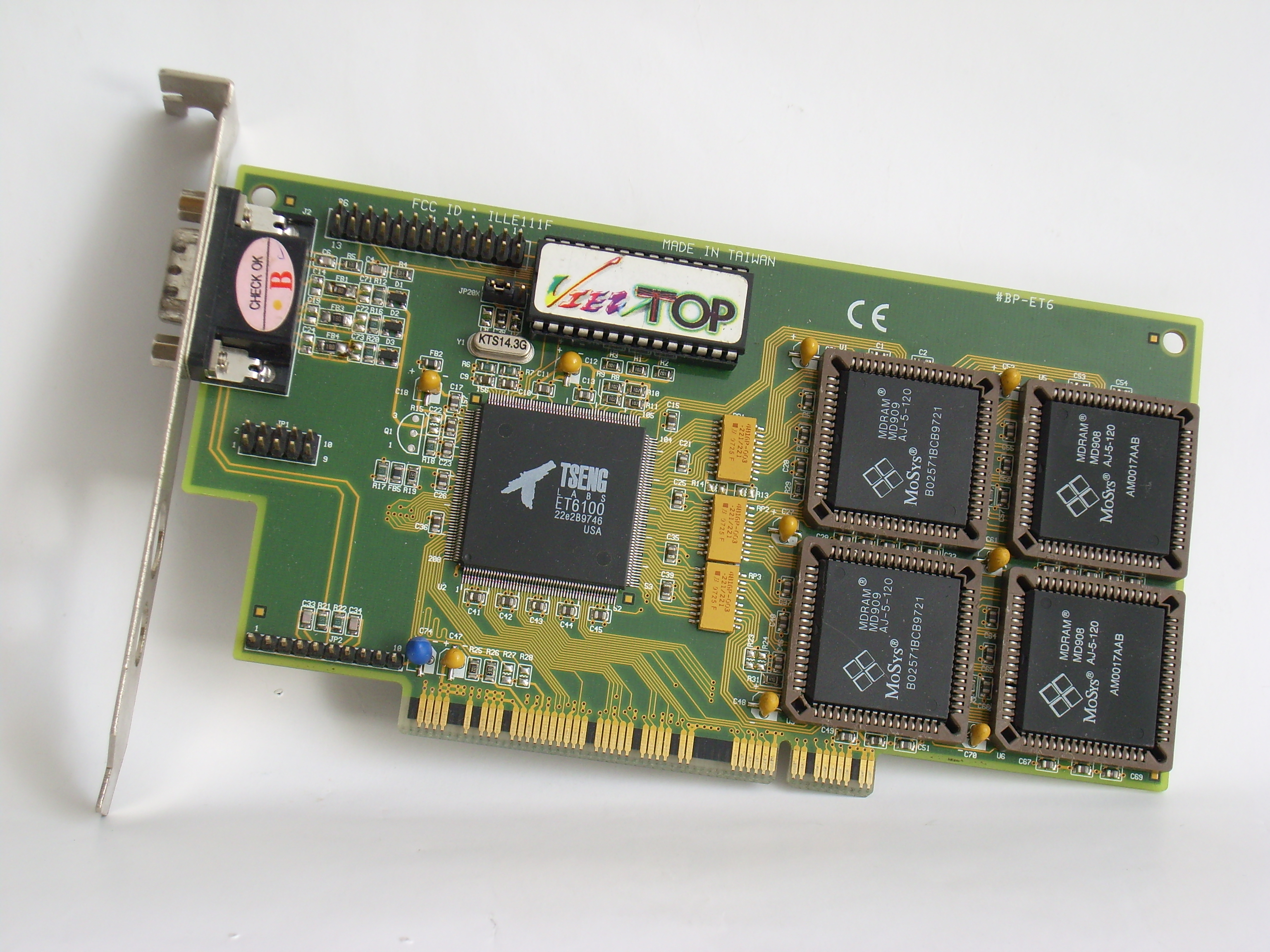
Tseng ET-6100

Przez kilka lat wydawało się, że Tseng nie ma nic więcej do zaproponowania użytkownikom, zaś konkurenci (np. S3, Cirrus Logic, Western Digital, Trident, ATI, OAK, SiS, ARK, Realtek, Aliance, Genoa, Video7, Weitek) zaczęli wypuszczać karty o wybranych parametrach przewyższających W32p. Odpowiedzią Tseng Labs był układ ET6000 zaprezentowany w 1995 roku. Karta została uznana za najlepszy produkt roku na targach Comdex. Warto dodać, że była to pierwsza 128-bitowa karta na rynku (konkurenci w tym okresie stosowali 64-bity tylko w najdroższych konstrukcjach, większość kart była 32-bitowa). Wykorzystano pamięć MDRAM (Multi Bank RAM) firmy MoSys, w której stosowano 32 lub 36 niezależnych banków pamięci. Zwielokrotniało to o taki czynnik prędkość dostępu do pamięci RAM karty, bez konieczności stosowania bardzo drogich dwuportowych układów VRAM. Wydajność karty była tak duża, że pozwalała odtwarzać nawet 6 typowych na tamte czasy plików wideo jednocześnie. Niestandardowym zabiegiem było też zainstalowanie na karcie 2,25 MB RAM, co pozwoliło na używanie trybu 1024x768 z 24 bitową paletą kolorów. ET6000 przez półtora roku po premierze była prawdopodobnie najszybszym układem do zastosowań SOHO na rynku.
W międzyczasie zaprezentowano kość ET6100 oraz układ dekodera MPEG VPR6000. ET6100 był ulepszonym ET6000, a dodatkowo posiadał:
- Wspomaganie programowego 3D dla biblioteki MS Direct 3D
- 175 MHz DAC (ET6000 posiadał 135 MHz DAC)
- Tryb 1600x1200 (ET6000 rev.A i wyżej również obsługiwał ten tryb)
- Tryb TrueColor (24bit) dla rozdzielczości 1152x864
- Wspomaganie programowej dekompresji MPEG2/DVD (de-interlacing)
- Około 25% większą wydajność ogólną

Karty oparte na układach Tseng ET6000 (i wcześniejsze) produkowało wiele firm, zarówno jako produkty OEM, jak i markowe zestawy, np.: ViewTOP, Hercules, STB, ASUS, Orchid.
Układ Tseng ET6100 do dziś nie ma konkurencji jeśli chodzi o zastosowania w trybie tekstowym (systemy terminalowe, UNIX) oraz o pracę (tekstową i graficzną) w systemie DOS (z uwagi na kompatybilność, dostępne narzędzia i wydajność w DOS). Najprawdopodobniej był to ostatni tak dobrze dopracowany układ pod względem obsługi starszego oprogramowania.

## Tseng ET6300 3D – ATI Rage 128 / ATI Radeon
W roku 1998 firma została sprzedana firmie ATI, wraz z nowym produktem – układem ET6300, który po okrojeniu z funkcji „zgodności ze wszystkim co tylko możliwe na rynku” oraz wielu usprawnień przy pracy w DOS (np. odświeżanie czy zgodność z VESA), wszedł do sprzedaży jako ATI Rage 128. ATI przejęło wszystkie patenty i projekty Tseng Labs, jednak nie znak handlowy i markę. Obecne produkty ATI bazują na pomysłach Tseng Labs zastosowanych w ET6300. Silnik Radeon jest zmodyfikowanym rdzeniem układu Tseng ET6300.
Głównym powodem przerwania prac nad własnym układem były problemy finansowe spowodowane zbyt długim czasem opracowywania projektu z uwagi na typowe dla firmy zbyt ambitne podejście do zagadnienia. W chwili gdy układ ET6300 był gotowy nie było już czasu na software, działania marketingowe i rozwinięcie sprzedaży (choć zapewne przez pewien czas układ nie miałby konkurentów – pojawienie się kart ATI Rage 128 i Radeon wywołało istotny skok jakościowy na rynku). Po raz kolejny okazało się, że w realnym świecie często marketing i pieniądze wygrywają nad wiedzą i technologią.
W chwili obecnej firma Tseng Labs nie istnieje i nie będzie kolejnych produktów tej firmy. Plotką okazały się pogłoski o projektowanym układzie ET8000. Należy przyjąć, że na przejęciu przez ATI zakończyła się historia układów Tseng Labs w świecie PC. 40 inżynierów Tseng Labs znalazło pracę w laboratoriach ATI, zaś wnuk Jacka Tsenga (F.C. Tseng) jest obecnie wiceprezesem do spraw technologii (deputy chief executive officer at TSMC) w ATI.
Zarząd Tseng Labs podjął decyzję o zainwestowaniu uzyskanych funduszy ze sprzedaży swojego podstawowego biznesu – pracowników i technologii do ATI – w (założoną w 1989 roku) firmę farmaceutyczną Cell Pathways (702 Electronic Drive, Horsham PA 19044) w 1998. Firma zajmuje się m.in. genetyką i biotechnologią w zakresie leków wspomagających leczenie raka i zakażeń wirusowych (w tym HIV). Wartość fuzji oceniano na 177 mln USD.
Firma obecnie działa pod nazwą OSI Pharmaceuticals.